# Шукюров, Ширин Агабала оглы
Ширин Агабала оглы Шукюров (21 марта 1910 — 21 сентября 1987) — Герой Советского Союза. Красноармеец. Стрелок 1133-го стрелкового полка 339-й стрелковой дивизии 33-й армии 1-го Белорусского фронта.

## Биография
Родился 8 марта 1910 года в селе Зубовка (до 2008 года — город Али-Байрамлы Азербайджанской Республики) в семье рабочего. Азербайджанец. Окончил 7 классов. Работал в райпотребсоюзе.
В июне 1941 года призван в армию и с августа участвовал в боях. Воевал на Кавказе, в Крыму, за Ростов, Воронеж, освобождал Белоруссию. Член ВКП(б)/КПСС с 1944 года.

## Подвиг
14 января 1945 года Шукюров при прорыве обороны противника у населённого пункта Секерка (юго-восточнее города Зволень, Польша) первым ворвался в траншею врага. Огнём из автомата и гранатами уничтожил несколько немцев. Был дважды ранен, но продолжил бой. Прорвался с бойцами до третьей траншеи немцев, вышел из боя, только когда потерял сознание от потери крови.
Указом Президиума Верховного Совета СССР от 27 февраля 1945 года за подвиг, совершенный при прорыве обороны врага на Висле красноармейцу Шукюрову Ширину Агабала оглу присвоено звание Героя Советского Союза.
После войны демобилизован. Возвратился на родину. Был председателем сельсовета. Работал на Али-Байрамлынской нефтебазе. Умер 21 сентября 1987 года.

## Награды
- Медаль «Золотая Звезда» № 8150;
- орден Ленина;
- орден Отечественной войны 1-й степени;
- медаль «За Отвагу» — за освобождение Таманского полуострова.